# Rally Bohemia 2006

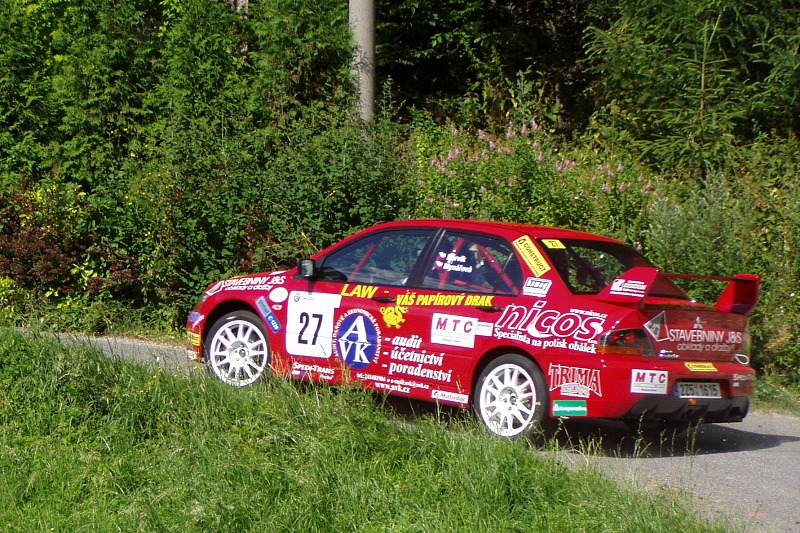
Vladimír Barvík/Petra Mynářová s vozem Mitsubishi Lancer EVO IX

Rally Bohemia 2006 (XXXIII. Rally Bohemia) byla pátým podnikem Mezinárodního mistrovství České republiky v rallye 2006. Probíhala 14. – 16. července 2006.
Součástí programu byl i „Super Race“, v němž se představili jezdci s vozy kategorií WRC, A8 a A7 VK, ti závodili jen na vybraných erzetách a celkem absolvovali 163 kilometrů z celkových 247,88 km soutěže. Uskutečnila se také Rally Bohemia Historic Show, demonstrační jízda originálních historických soutěžních vozidel nebo jejich replik.

## Výsledky
Soutěž, jejíž trať byla rozdělena do čtrnácti rychlostních zkoušek, nejlépe zvládl Václav Pech s vozem Mitsubishi Lancer Evo IX. Mezi vozy WRC nenašli konkurenty Jan Kopecký a Filip Schovánek s Škodou Fabií WRC.
První desítku až na sedmého Aarona Burkarta s Tanjou Geilhausenovou obsadily pouze české posádky. Na druhé místo za vítězného Pecha se překvapivě probojoval Vladimír Barvík startující s číslem 27, závod se vyvedl i Danielu Landovi s třicítkou, skončil osmý. První ve skupině A/6 a třetí celkově dojel Martin Prokop.

### Výsledky Rally Bohemia 2006

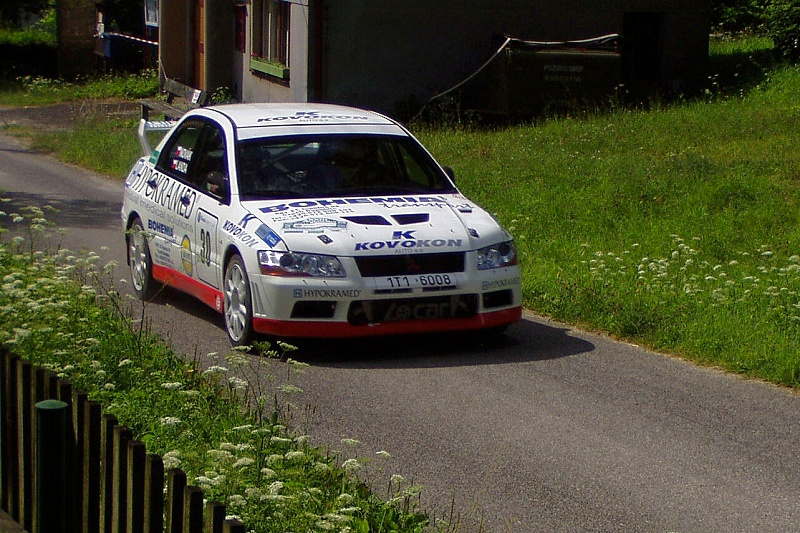
Daniel Landa zaznamenal svůj nejlepší výsledek v rámci MMČR

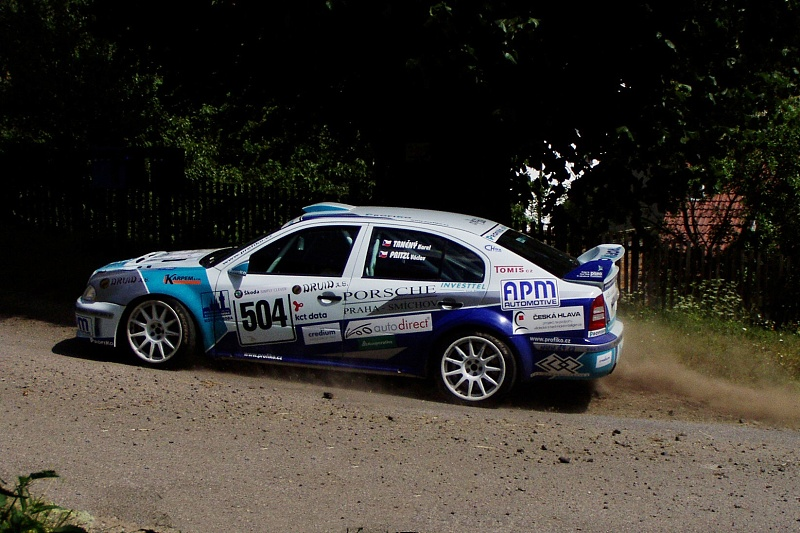
Karel Trněný s Octavií WRC startoval v rámci „Super Race“, ale zradil ho motor

| Umístění | St. č. | Posádka                        | Vůz                        | Skupina | Celkový čas | Ztráta na vedoucího |
| -------- | ------ | ------------------------------ | -------------------------- | ------- | ----------- | ------------------- |
| 1.       | 2      | Václav Pech Petr Uhel          | Mitsubishi Lancer EVO IX   | N/4     | 02:30:40,9  |                     |
| 2.       | 27     | Vladimír Barvík Petra Mynářová | Mitsubishi Lancer EVO IX   | N/4     | 02:31:42,2  | +01:01,3            |
| 3.       | 6      | Martin Prokop Jan Tománek      | Citroën C2 S1600           | A/6     | 02:32:46,8  | +02:05,9            |
| 4.       | 3      | Václav Arazim Julius Gál       | Mitsubishi Lancer EVO IX   | N/4     | 02:33:12,3  | +02:31,4            |
| 5.       | 1      | Vojtěch Štajf Jiří Černoch     | Subaru Impreza Sti         | N/4     | 02:33:14,2  | +02:33,3            |
| 6.       | 8      | Karel Trojan Petr Řihák        | Mitsubishi Lancer EVO VII  | N/4     | 02:33:18,6  | +02:37,7            |
| 7.       | 5      | Aaron Burkart Tanja Geilhausen | Citroën C2 S1600           | A/6     | 02:35:33,6  | +04:52,7            |
| 8.       | 30     | Daniel Landa Petr Novák        | Mitsubishi Lancer EVO VII  | N/4     | 02:35:38,9  | +04:58,0            |
| 9.       | 4      | Josef Peták Alena Benešová     | Renault Clio S1600         | A/6     | 02:36:22,7  | +05:41,8            |
| 10.      | 18     | Milan Liška Pavel Kestler      | Mitsubishi Lancer EVO VIII | N/4     | 02:36:28,2  | +05:47,3            |